# 州泰
州 泰（しゅう たい、? - 261年）は、中国の三国時代の武将・政治家。荊州義陽郡の人。鄧艾と同郷であり、『三国志』魏志「鄧艾伝」に付伝されている。事蹟の多くについては『世語』による。

## 生涯
荊州刺史であった裴潜に従事に取り立てられた。当時、宛に荊豫諸軍事の司馬懿が軍を駐屯させており、裴潜は使者として何度か州泰を司馬懿の下に使者として送ったため、司馬懿にその存在を認識されるようになった。上庸の孟達征伐ではその先導役を務めた。
その後、9年間の喪に服した後、新城太守に任じられたが、司馬懿は州泰を重職につけるため、自身の属官に空員を設けた上で、州泰の喪が明けてすぐに属官にとりたて、36日後に太守に抜擢したという。司馬懿から宴席に招かれた際、平民出身であったため、尚書鍾繇（鍾会のことか）に中傷を受けたが、州泰は名門出身の鍾繇（鍾会）に対し堂々と受け答え、宴席の人を感嘆させた。
その後は対呉戦線で武功を挙げ、250年の戦いにも王昶・王基と共に参加し武功を挙げた。
司馬師が政権を握った時代には、州郡を治める諸将の一人として王基や鄧艾、石苞と共に名があがるほどであった（『晋書』景帝紀）。
軍の統率に優れる一方で治績にも優れていたため、その才能を司馬昭にも認められて、豫州刺史・兗州刺史を歴任した。
258年の諸葛誕の反乱では、援軍として侵攻してきた朱異率いる呉軍を陽淵で迎え撃ち、大勝するという武功を挙げた。
259年、都督荊州諸軍事の職が二分割されると、州泰は荊州方面に復帰し、襄陽に鎮守する都督江南諸軍事に任命された（都督荊州諸軍事は王基）。仮節を与えられ、征虜将軍にまで昇進をした（『晋書』文帝紀）。
261年没。衛将軍を追贈され、壮侯という諡号を与えられた。
司馬氏に引き立てられた人物であるが、晋建国をみることはできなかった。また、子や一族が晋建国後に列侯されたという記録もない。
小説『三国志演義』では、正史と同様に諸葛誕の反乱で魏軍の右備えとして参加し、鍾会の策に従って呉軍と戦い、大勝している。